# Opsada
Opsada (eng. siege) je vojna operacija u kojoj protivničke snage opkole grad ili građevinu (npr. utvrdu) uz povremene napade, presjecajući tako redovitu opskrbu i iscrpljujući branitelje s ciljem da ih se prisili na predaju. 
Opsada podrazumijeva opkoljavanje cilja i onemogućavanje pojačanja, povlačenje vojnika ili opskrbe (taktika opsjedanja), uz nastojanja da se oslabe utvrde koristeći opsadne naprave, topničku vatru, potkopavanje (najčešće miniranjem) te obmanu ili izdaju kako bi se zaobišla obrana. Ako se ne riješe vojnim sredstvima, opsade često mogu rezultirati izgladnjivanjem, žeđu ili bolestima koje mogu pogoditi i napadače i branitelje.